# Brežany
Brežany (bis 1956 slowakisch „Bujakov“; ungarisch Sárosbuják – bis 1907 Buják) ist eine Gemeinde im Osten der Slowakei mit 213 Einwohnern (Stand 31. Dezember 2024) im Okres Prešov, einem Teil des Prešovský kraj, und wird zur traditionellen Landschaft Šariš gezählt.

## Geographie

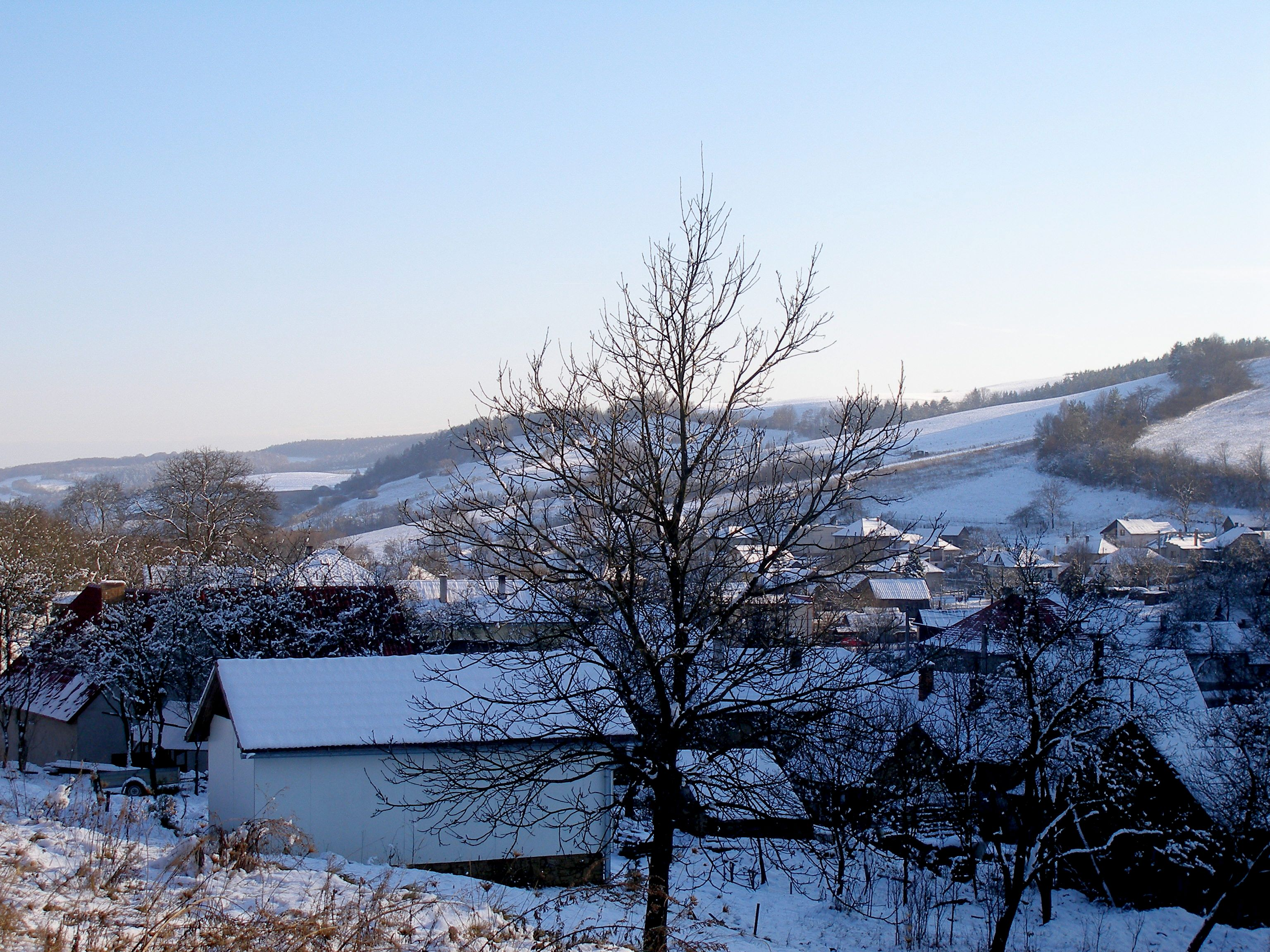
Blick auf Brežany im Neuschnee

Die Gemeinde befindet sich im Bergland Šarišská vrchovina am Bach Ondrašovský potok im Einzugsgebiet der Svinka. Das Ortszentrum liegt auf einer Höhe von 367 m n.m. und ist 15 Kilometer von Prešov entfernt.
Nachbargemeinden sind Chminianska Nová Ves im Norden, Kojatice (Ortsteile Kojatice und Šarišské Lužianky) im Osten, Rokycany im Südosten, Bajerov im Süden und Ondrašovce im Westen.

## Geschichte

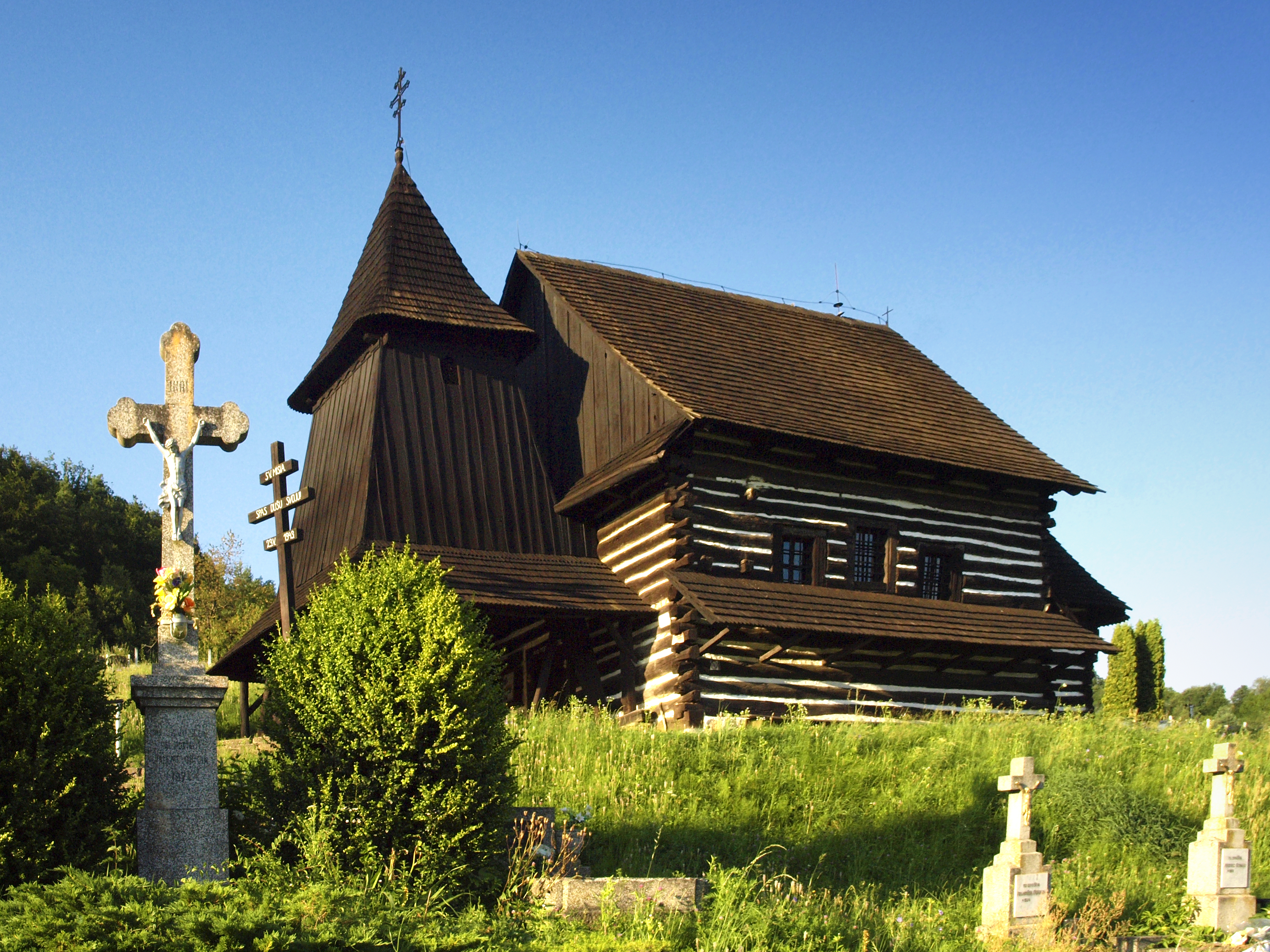
Lukaskirche

Brežany wurde zum ersten Mal 1329 als Boyak schriftlich erwähnt, entstand aber wahrscheinlich schon um die Mitte des 13. Jahrhunderts. Am Anfang des 15. Jahrhunderts gehörten die Ortsgüter dem Geschlecht Cudar, später waren es Geschlechter wie Rozgonyi, Joanelli und im 19. Jahrhundert Pulszky. 1427 wurden in einem Steuerverzeichnis 15 Porta verzeichnet. 1787 hatte die Ortschaft 16 Häuser und 107 Einwohner, 1828 zählte man 19 Häuser und 146 Einwohner, die als Landwirte, Waldarbeiter und Heimhandwerker (z. B. Korbmacher und Weber) beschäftigt waren.
Bis 1918/1919 gehörte der im Komitat Sáros liegende Ort zum Königreich Ungarn und danach zur Tschechoslowakei beziehungsweise heute Slowakei. Nach dem Zweiten Weltkrieg arbeitete ein Teil der Einwohner in Industriebetrieben in Städten wie Prešov und Košice.

## Bevölkerung
| Jahr                | 1994 | 2004     | 2014    | 2024     |
| ------------------- | ---- | -------- | ------- | -------- |
| Anzahl der Personen | 169  | 149      | 154     | 213      |
| Unterschied         |      | −11,83 % | +3,35 % | +38,31 % |

| Jahr                | 2023 | 2024    |
| ------------------- | ---- | ------- |
| Anzahl der Personen | 209  | 213     |
| Unterschied         |      | +1,91 % |

Nach der Volkszählung 2011 wohnten in Brežany 156 Einwohner, davon 153 Slowaken. Drei Einwohner machten keine Angabe zur Ethnie.
135 Einwohner bekannten sich zur römisch-katholischen Kirche, neun Einwohner zur Evangelischen Kirche A. B. und sechs Einwohner zur griechisch-katholischen Kirche. Drei Einwohner waren konfessionslos und bei drei Einwohnern wurde die Konfession nicht ermittelt.

## Bauwerke und Denkmäler
- griechisch-katholische Holzkirche Evangelist Lukas aus dem Jahr 1727, in der zweiten Hälfte des 18. Jahrhunderts erneuert. Die barocke Ikonostase stammt aus dem Jahr 1733.